# 陈光中 (1897年)
陈光中（1896年—1949年12月25日），又名桂三，国民革命军中将，湖南邵东双泉铺人。

## 生平
1918年加入湘军第一师学兵营，不久离营，在隆回武冈聚众为匪。1926年被国民革命军第八军第二师师长周磐招安任营长参加北伐。1927年“马日事变”后，陈脱离周磐部， 自称“反共先遣司令”。1928年被蒋介石委任为湘东剿共司令、“独立第五师第二训练处处长”，参与截击平江起义，血洗平江长寿街及东南乡。1930年进剿浏阳、茶陵、莲花县的红军与苏区，何键为其上报蒋介石请功：“剿共身先士卒，屡建奇功，安定地方，莠民彻底根绝”。1931年长沙战役后何键将湘西土著陈子贡部合并入陈光中 独立支队，扩编为第63师，陈光中任中将师长，驻湘赣苏区的莲花、永新围剿湘赣红军。1937年6月授中将。
抗战爆发后，参加淞沪会战，第63师由于接防迟缓，丢失了金山卫海防要地，日军登陆后淞沪战局崩溃。陈光中因此被第三战区军法逮捕判刑，囚禁于江西上饶。1938年2月被免职囚禁，获释后回乡。1949年8月任湖南省隆回县县长及中国人民反共救国军司令，12月6日在湖南隆回谢家冲被俘，12月25日在湖南邵阳被公审处决。